# 錫蘭觸角䲁
錫蘭觸角䲁（學名：Antennablennius ceylonensis），為輻鰭魚綱鳚形目䲁科觸角䲁屬的一種，分布於西印度洋斯里蘭卡海域，棲息在沿海岩岸淺水域，通常躲在洞穴，以藻類為食，雌魚產附著性卵，雄魚有護卵行為。